# Idaea protensa
Idaea protensa är en fjärilsart som beskrevs av Butler 1889. Idaea protensa ingår i släktet Idaea och familjen mätare. Inga underarter finns listade i Catalogue of Life.